# Krickente
Die Krickente, Kriekente oder Wachtelente (Anas crecca) ist eine Vogelart aus der Familie der Entenvögel und gehört zur Gattung der Eigentlichen Enten (Anas). Krickenten zählen zu den zahlreichsten und am weitesten verbreiteten Entenarten der nördlichen Hemisphäre. Es sind gesellige Enten, die leicht an ihrem kleinen Körperbau zu erkennen sind: Mit 35 bis 36 cm Länge ist sie in Europa und Nordamerika die kleinste Entenart. Sie ist damit kaum länger als eine Stadttaube. In Mitteleuropa ist sie ein verbreiteter und regional häufiger Brutvogel, der gebietsweise sogar ein Jahresvogel ist. Im Winterhalbjahr ist sie ein häufiger Durchzügler und Gastvogel.
Die Nordamerikanische Krickente wird von manchen Autoren als eigenständige Art angesehen und somit als Anas carolinensis beschrieben. Sie unterscheidet sich jedoch nur geringfügig von der Krickente und wird im Allgemeinen als eine ihrer Unterarten, Anas crecca carolinensis, angesehen.

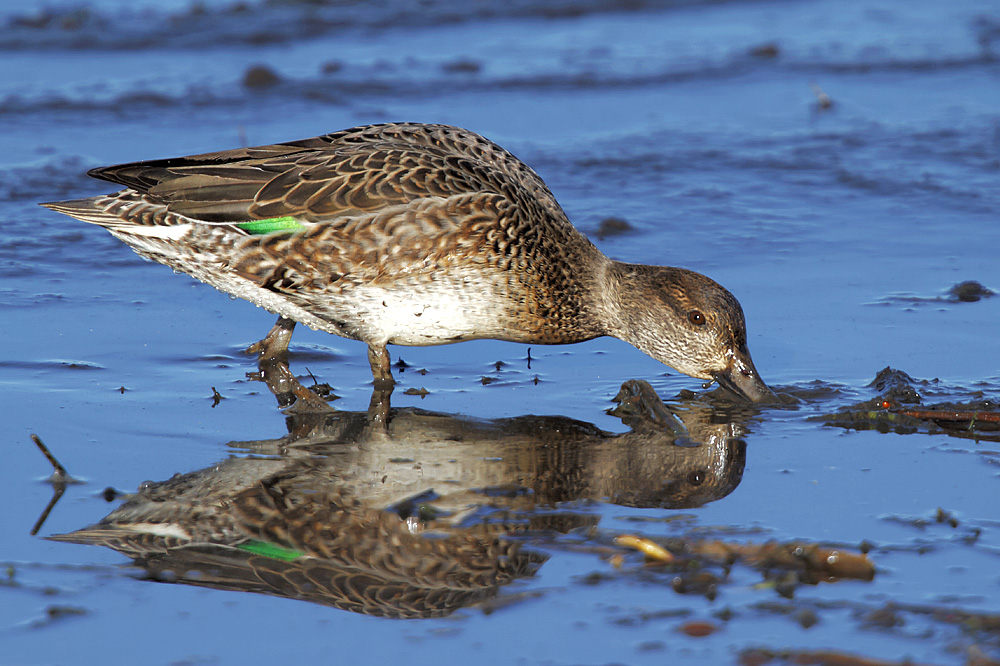
Weibliche Krickente

## Merkmale

### Erscheinungsbild ausgewachsener Krickenten
Krickenten wiegen zwischen 250 und 400 g, wobei die Männchen etwas schwerer als die Weibchen sind.
Wie bei vielen Entenvögeln üblich, zeigt sich auch bei der Krickente ein ausgeprägter Geschlechtsdimorphismus. Der Erpel hat einen leuchtend kastanienbraunen Kopf. Beiderseits zieht sich vom Auge ein breiter, glänzend grüner und bogenförmiger Streifen. Dieser reicht bis in den Nacken und ist von einem cremeweißen Rand eingefasst. Bei der Nordamerikanischen Krickente fehlt diese gelbweiße Konturlinie. Die Schnabelseiten sind bei beiden Geschlechtern orange bis grünlich gefärbt.
Im Gegensatz zur ähnlich kleinen Knäkente (Anas querquedula) ist die Brust bei beiden Geschlechtern hell gefärbt. Die Vorderbrust beim Männchen ist dabei gelblich mit einer dunkelbraunen Sprenkelung. Vom kastanienbraunen Vorderhals ist sie scharf abgesetzt. Beiderseits am schwarz gefiederten Hinterteil des Erpels leuchtet je ein buttergelbes Dreieck. Die auffälligen gelben Flecken sind ein wichtiges Arterkennungsmerkmal bei der Feldbeobachtung. Die hellgraue Rückenfärbung ist durch ein weißes Längsband unterbrochen. Ein schwarzes Längsband läuft parallel dazu. Die Körperseiten sind fein grauweiß gestreift. Bei beiden Geschlechtern ist der Flügelspiegel leuchtend grün gefärbt und vorn breit weiß gerandet. Im Schlichtkleid, das der Erpel nach der Mauser trägt, ähnelt er dem Weibchen. Der Wechsel vom Prachtkleid zum Schlichtkleid liegt für die männlichen Tiere zwischen Juni und August. Zwischen September und November wechseln sie wieder ins Prachtkleid.
Die Weibchen tragen im Gegensatz zum Männchen ganzjährig ein unauffällig bräunliches Gefieder, eine äußerliche Unterscheidung der Unterarten gilt bei weiblichen Vögeln als fast unmöglich. Bei den Weibchen sind der Rücken und der Schulterbereich dabei fast braunschwarz, während die Flanken graubraun sind. Das Gefieder auf der Körperoberseite ist grob schuppenartig gemustert. Am Kopf verlaufen ein heller Längsstreifen über dem Auge und ein dunkler, deutlich abgesetzter Längsstreifen durch das Auge. Die Wangen sind hell und die Kehle ist weißlich bis gelbbraun. Im Ruhekleid hat das Gefieder des Weibchens einen größeren Grauanteil. Das Jugendkleid entspricht dem Ruhekleid der weiblichen Altvögel. Bei schwimmenden weiblichen Krickenten ist der grüne Flügelspiegel im hinteren Körperbereich gewöhnlich sichtbar. Das kann als Unterscheidungsmerkmal zu den ähnlich gefärbten Weibchen der Knäkenten genutzt werden.
Der Balzruf des Erpels ist ein helles „krrik“ oder „krílük“, das wesentlich häufiger zu hören ist als das „fibíb“ des Stockerpels. Die Rufe des Weibchens sind deutlich heller und näselnder als die der Stockente.

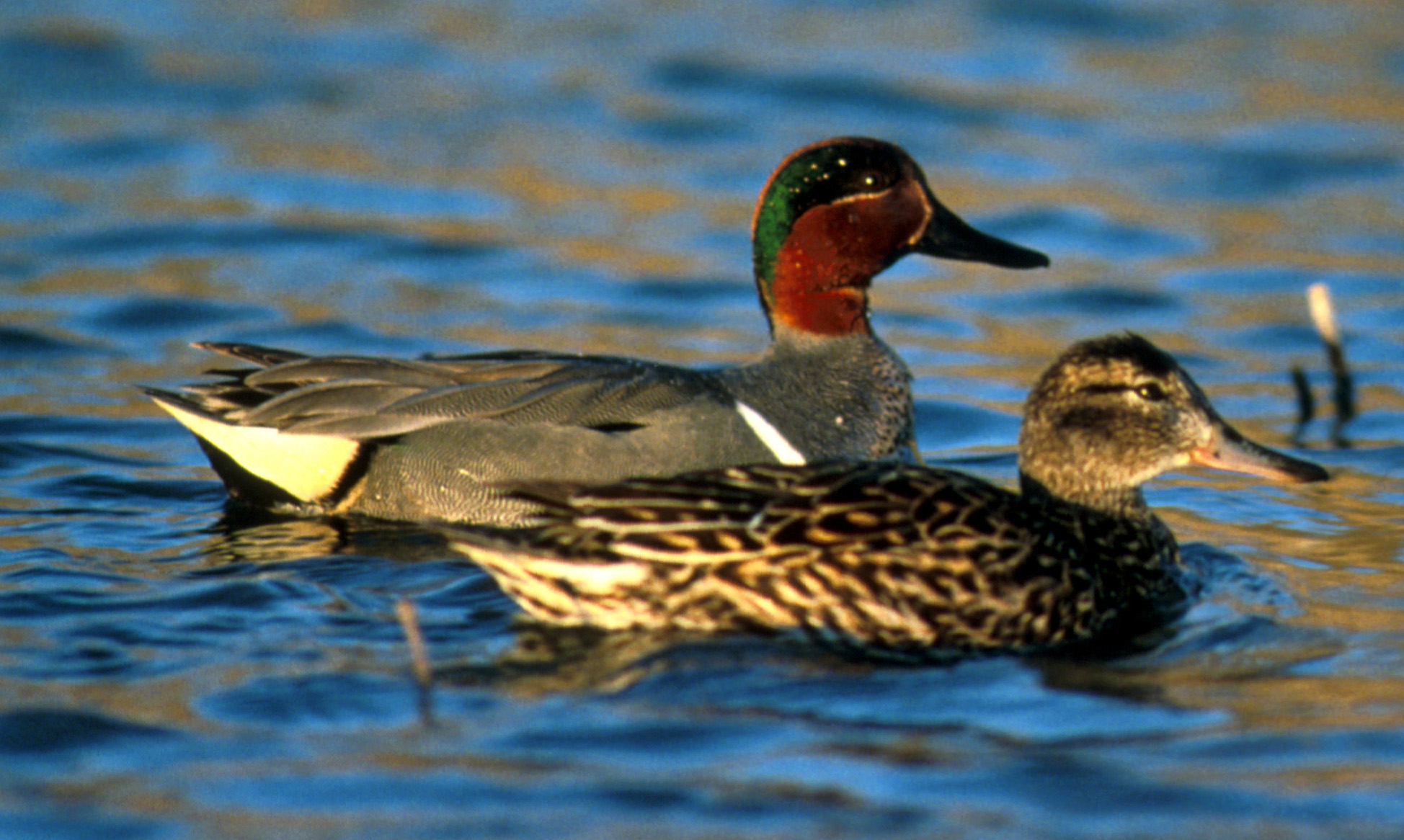
Paar der Nordamerikanischen Krickente

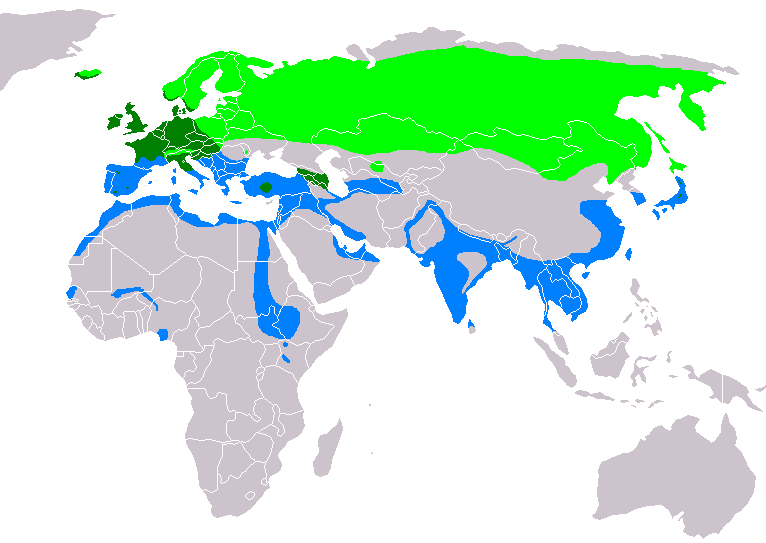
Verbreitungskarte der eurasischen Unterart Anas crecca crecca:
Brutgebiet
Ganzjähriger Aufenthalt
Winterquartier

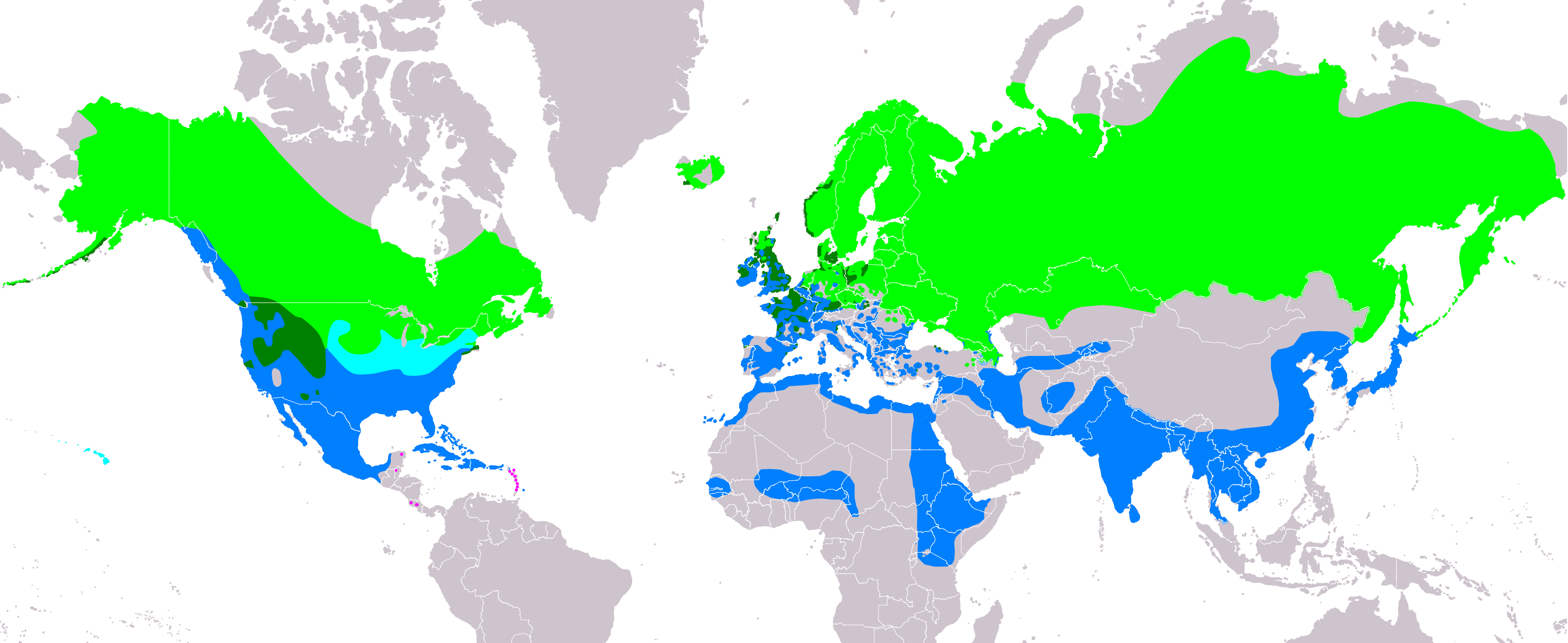
Verbreitung der Krickente:
Brutgebiete
Ganzjähriges Vorkommen
Migration
Überwinterungsgebiete
Streifzüge (Saisonalität unsicher)

Auf dem Wasser schwimmt die Krickente meist mit eingezogenem Kopf und wirkt dadurch leicht gedrungen. Typisch für diese Art ist, dass sie fast senkrecht vom Wasser auffliegt. Außerhalb der Brutzeit ist sie sozial und bildet häufig artreine Trupps.

### Erscheinungsbild der Dunenküken und Jungvögel
Die Dunenküken haben eine braune Kopfplatte. Braun sind außerdem der hintere Nacken, der Rücken und die Körperseiten. Gelbe Farbpartien finden sich an den Flügeln, an den Rückenseiten und am Rumpf. Die Körperunterseite ist cremeweiß. Die Brust, die Kehle und das Kinn sind blassgelb. Die Kopfseiten sind ein blasses Braun, das oberhalb des Auges nochmals heller ist. Über die Gesichtshälften verlaufen zwei schmale, parallele Farbstriche. Diese Farbstriche sind in ihrer Form etwas variabel. Bei einigen Dunenküken laufen sie hinter dem Auge zusammen und gelegentlich sind sie am Ende leicht nach unten gebogen.
Frisch geschlüpfte Dunenküken haben einen schwarzgrauen Oberschnabel mit einem braunen Nagel. Der Unterschnabel ist fleisch- oder cremefarben. Die Beine, Füße und Schwimmhäute sind schwarzgrau, wobei die Seiten der Beine etwas aufgehellt sind. Bei den heranwachsenden Krickenten färbt sich der Oberschnabel zunehmend zu einem hellen Blaugrau um. Die Beine und Füße verblassen zu einem bläulichen oder olivfarbenen Grau.

## Unterarten und Vorkommen
Bei der Krickente unterscheidet man drei Unterarten:
- Die eurasische Unterart Anas crecca crecca kommt im Norden Europas und Asiens vor. Ihr Verbreitungsgebiet umfasst damit den gesamten nördlichen und mittleren Teil der Paläarktis von Island bis an die sibirische Pazifikküste. Das Verbreitungsgebiet reicht südlich bis in die Alpen und den Kaukasus. Das Überwinterungsgebiet der europäisch-westasiatischen Population erstreckt sich von Mittel- und Westeuropa bis Afrika, die östlichen Populationen überwintern in Indien und Südostasien.
- Die etwas schwerere Unterart Anas crecca nimia kommt im Sommer in Nordwestamerika und auf den Aleuten vor. Im Winter zieht sie in den Süden Nordamerikas.
- Die Nordamerikanische Krickente (Anas crecca carolinensis) kommt im Sommer in Kanada sowie der Prairie Pothole Region der Vereinigten Staaten vor und brütet dort hoch im Norden.[6] Im Winter wandern sie in die südlicheren Regionen der Vereinigten Staaten und nach Mexiko.

Die Krickente ist überwiegend ein Zugvogel, allerdings ist sie in einigen Gebieten ihres Verbreitungsgebietes auch ein Teilzieher. Die Hauptüberwinterungsgebiete finden sich im Süden und Westen Europas, an den Küstengebieten Dänemarks und Mitteleuropas, im Alpenvorland, in Südosteuropa sowie in der Schwarzmeer- und Kaspiregion und Vorderasien. Einzelne Krickenten bis größere Krickentengruppen ziehen auf ihrem Überwinterungszug auch in Gebiete, die südlich der Sahara liegen. So finden sich überwinternde Vögel beispielsweise im Senegal und im Tschadbecken. Der Abzug in die Überwinterungsgebiete kann schon im Juli beginnen, seinen Höhepunkt hat er in Europa im Oktober und November.
Der Mauserzug ist dagegen in West- und Mitteleuropa nur schwach entwickelt. Mauserquartiere in kleinerem Umfang finden sich beispielsweise in Dänemark, den Niederlanden und in Bayern.

## Lebensraum
Der größte Teil der weltweiten Bestände der Krickenten lebt in den borealen Nadelwaldzonen und in den Strauchtundren.
Zur Brut ist die Krickente auf flache, nährstoffreiche Kleingewässer in Mooren und in der Tundra angewiesen. Sie bevorzugt dabei solche Gewässer, die eine gut entwickelte Ufervegetation haben. Genutzt werden auch Heide- und Moorseen, die vollständig vom Wald eingeschlossen sind. Sie brütet jedoch auch in den Überschwemmungsgebieten von Flusstälern, auf Inseln in größeren Teichgebieten sowie auf den Schäreninseln an der schwedischen und finnischen Ostseeküste.
Auf dem Zug rastet sie bevorzugt in Süßwasserwatten, wo sie den durch die Flut aufgewühlten Schlick nach kleinen Ringelwürmern (Wenigborstern) durchkämmt. Sie ist dann auch häufig an Klärteichen, an der Meeresküste in Lagunen und im Wattenmeer zu beobachten.

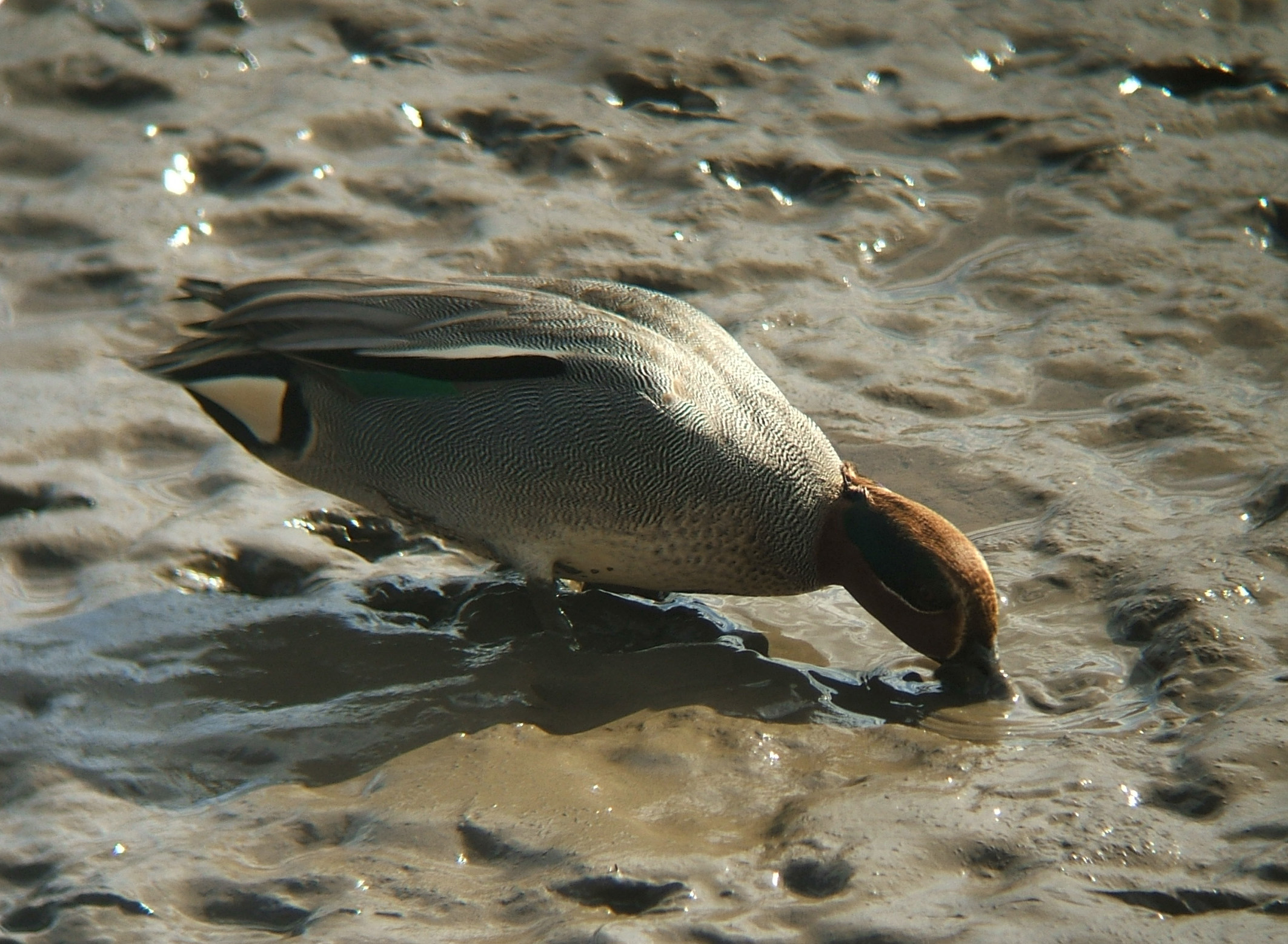
Männchen bei der Nahrungssuche

## Ernährung
Ähnlich wie die Stockente ist die Krickente in ihrer Nahrung wenig wählerisch. Sie nutzt das Nahrungsangebot der Schlick- und Uferzone. Je nachdem kann die pflanzliche oder tierische Komponente in ihrer Ernährung dominieren. Im Spätsommer kann man sie zumindest in Mitteleuropa sogar dabei beobachten, wie sie auf abgeernteten Stoppelfeldern nach Getreidekörnern sucht.
Bei der Nahrungssuche ist die kleine Ente auf höchstens 20 cm tiefes Wasser angewiesen. Mit ihrem kurzen Hals ist ihr erfolgreiches Gründeln in tieferen Gewässern nicht möglich. Im Winterquartier ruht sie häufig tagsüber und geht erst in der Nacht auf Nahrungssuche. Am Meer ist die Nahrungssuche gezeitenabhängig.

## Fortpflanzung
Wie bei allen Mitgliedern der Gattung der Eigentlichen Enten finden sich auch bei der Krickente die Paare schon bis in den Spätwinter zusammen, der Erpel lässt sein „krrik“ auch dann noch hören, wenn er schon fest verpaart ist. Der Schwerpunkt der Balz beginnt, wenn die Krickenten zu den Brutrevieren zurückgekehrt sind. Zur Balz gehören Verfolgungsflüge, mit denen gegenüber anderen Brutpaaren die Reviere abgegrenzt werden.

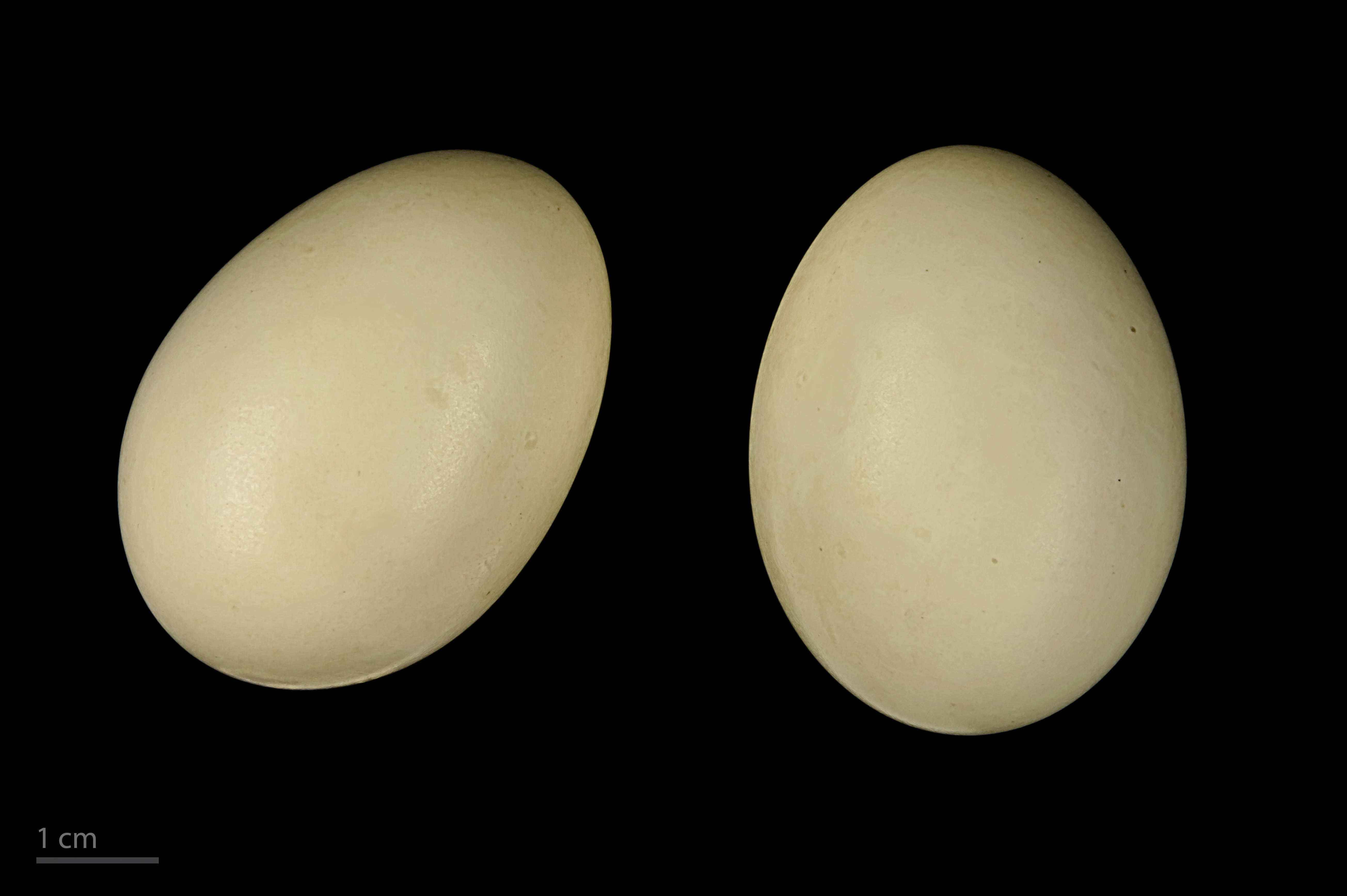
Eier der Krickente

Krickenten legen ihre Nester gut versteckt in der Ufervegetation entlang von Gewässern an. Gelegentlich lassen sich Nester finden, die in einiger Entfernung vom Wasser gebaut sind. Das Weibchen legt ab Ende April etwa acht bis zwölf Eier, die cremeweiß bis grünlich gefärbt sind. Mit dem Beginn der Legezeit führen Krickenten ein sehr unauffälliges Leben. Sie halten sich in dieser Zeit bevorzugt in der dichten Ufervegetation auf.
Das Nest besteht aus einer Mulde, die vorwiegend mit Gras und Dunen ausgekleidet ist. Es findet sich meist unter einem Grasbüschel oder einem Busch versteckt. Das Nest wird allein durch das Weibchen errichtet. Das Nistmaterial sammelt es sitzend vom Nest aus. Die Eiablage fällt in den südlichen Verbreitungsgebieten in den Zeitraum Ende März bis Anfang April. In ihren nördlicheren Verbreitungsgebieten beginnt die Eiablage erst Mitte Mai. Es wird nur ein Gelege pro Jahr großgezogen. Ein Gelege besteht in der Regel aus acht bis elf Eiern. Sie sind von einer weißen Farbe mit einem gelblichen Stich.
Die Eier werden nur durch das Weibchen bebrütet. Es beginnt mit dem Brutgeschäft, nachdem das letzte Ei des Geleges gelegt wurde. Gegen Ende der Brutzeit, die etwa 21 bis 23 Tagen dauert, verlassen die Erpel ihre Weibchen zur Mauser. Von der Eiablage bis zum Flüggewerden der Jungen vergehen nur 53 Tage. Für die Aufzucht ist allein das Weibchen zuständig. Es hält sich mit den Küken bevorzugt in der dichten Ufervegetation auf. Erst wenn die Jungvögel ab etwa ihrem 44. Lebenstag flügge sind, sucht das Weibchen mit ihnen auch die freien Wasserflächen auf. Durchschnittlich werden vier bis fünf Junge pro Brut groß.

## Bestand

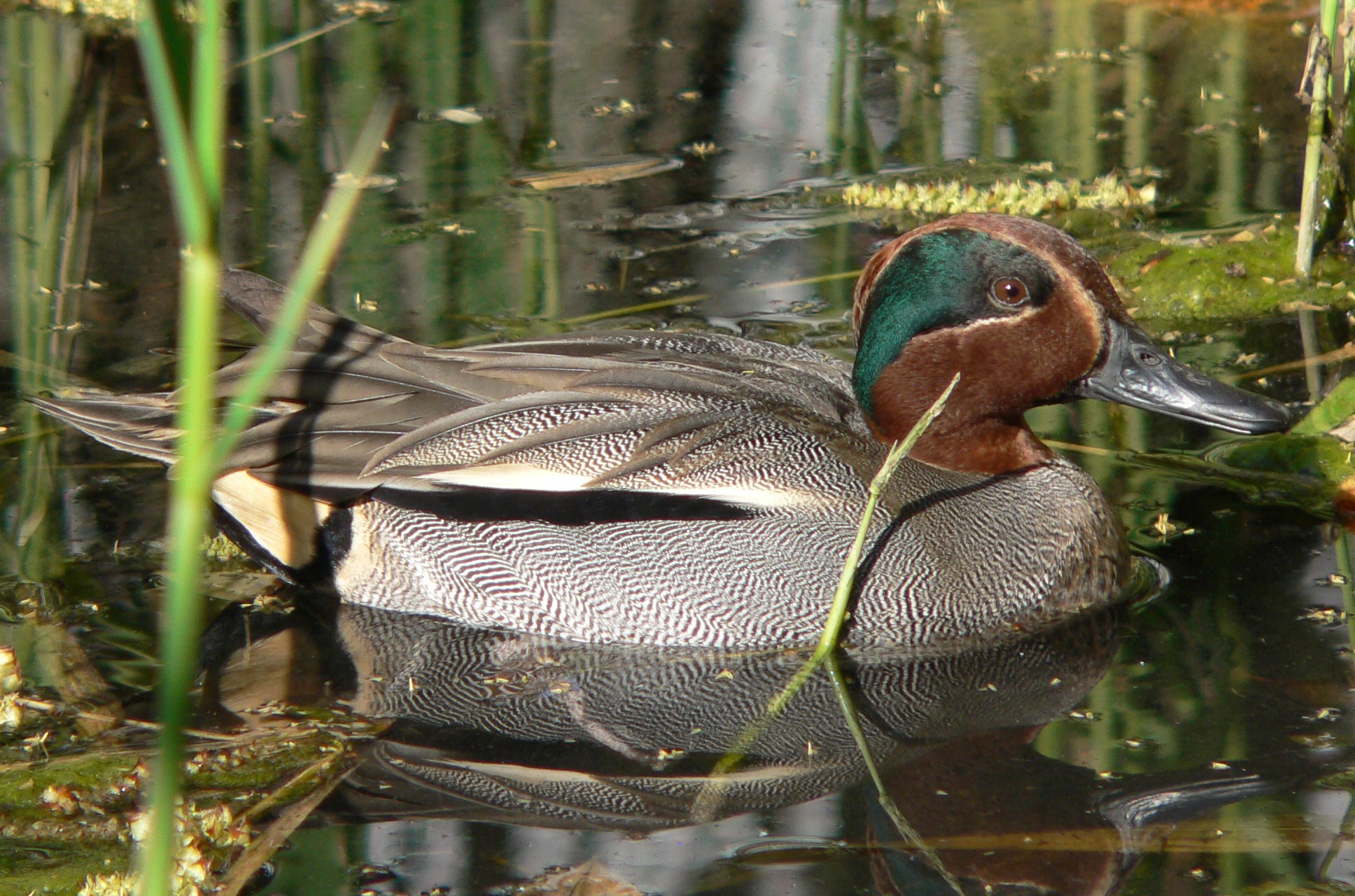
Männchen

Der europäische Gesamtbestand wird für das Jahr 2000 auf etwa 900.000 bis 1,2 Millionen Brutpaare geschätzt. Davon leben etwa zwei Drittel im europäischen Teil Russlands und etwa 230.000 bis 380.000 Brutpaare in Fennoskandinavien. In Mitteleuropa wird der Bestand auf 7.600 bis 11.000 Brutpaare geschätzt. In Deutschland brüten zwischen 3.700 und 5.800 und in Österreich zwischen 70 und 120 Brutpaare (Zählung 1995–1999 beziehungsweise 1998 und 2002). In der Schweiz fehlt die Art weitgehend, dort brüten nur zwischen einem und drei Brutpaare. In der Roten Liste der Brutvögel Deutschlands von 2015 wird die Art in der Kategorie 3 als gefährdet geführt.
Vermutlich war der Brutvogelbestand in Mitteleuropa früher größer als heute, doch ist die Bestandsentwicklung für diese Art über längere Zeitabschnitte nicht dokumentiert. Der Bestandsrückgang wird indirekt überwiegend aus dem Habitatverlust und den Beeinträchtigungen an geeigneten Brutgewässern unter anderem durch Jagd und intensivierte Landwirtschaft geschlossen. Da die Art ausschließlich in Flachwasserbereichen nach Nahrung sucht, ist bei ihr die Beeinträchtigung durch die Aufnahme durch Bleischrot besonders groß. Die Art ist außerdem anfällig für Botulismus. Insbesondere die Vernichtung (Abtorfung und Kultivierung) der Moore dürfte auf die Population negative Auswirkungen gehabt haben. Dort wo in Naturschutzgebieten die Wiedervernässung von Mooren durchgeführt wurde, konnte regional eine beträchtliche Zunahme des Brutbestandes sowie eine Wiederbesiedelung erreicht werden. Im Osten Europas, wo es verhältnismäßig wenig Habitatzerstörungen gab, ist der Bestand an Krickenten stabil bis stark zunehmend. Ein Forschungsteam, das im Auftrag der britischen Umweltbehörde und der RSPB die zukünftige Verbreitungsentwicklung von Vögeln auf Basis von Klimamodellen untersuchte, geht allerdings davon aus, dass es bei der Krickente bis zum Ende des 21. Jahrhunderts zu einem weiträumigen Verschwinden in West- und Mitteleuropa kommen wird. Das Verbreitungsgebiet wird sich nach dieser Prognose deutlich verkleinern und nach Norden verschieben. Als mitteleuropäische Verbreitungsschwerpunkte verbleiben nach diesen Modellen nur noch die Region der Alpen sowie die Küstenregionen von Belgien, Holland und Deutschland.
Die zahlreichen auf dem Zug in Mitteleuropa rastenden Krickenten haben unter der Zerstörung der Süßwasserwatten zu leiden, da sie in weniger produktiven Flachgewässern weniger Fettreserven anlegen können.

## Zucht
Krickenten werden seit langem als Ziergeflügel gehalten. In Europa ist dies vor allem die hier heimische Unterart Anas crecca crecca. Die Haltung der anderen Unterarten gilt als problematisch, da es bei Gefangenschaftsflüchtlingen zur Vermischung der Unterarten kommen kann.